# Scheibenfibel von Tangendorf
Koordinaten: 53° 18′ 7,3″ N, 10° 4′ 34,5″ O
Die Scheibenfibel von Tangendorf ist eine Scheibenfibel aus dem 3. Jahrhundert, die 1930 bei der Abtragung eines bronzezeitlichen Grabhügels bei Tangendorf, Gemeinde Toppenstedt im niedersächsischen Landkreis Harburg gefunden wurde. Die aufwändig gearbeitete Gewandspange (Fibel) trägt auf ihrer Schauseite ein zurückblickendes vierfüßiges Tier, vermutlich einen Hund oder Hirsch. Sie gehört zu den bedeutendsten Funden der Römischen Kaiserzeit im Landkreis Harburg und wird in der archäologischen Dauerausstellung des Archäologischen Museums Hamburg in Hamburg-Harburg gezeigt.

## Fundgeschichte
Die Fundstelle liegt auf dem Flurstück Im schwarzen Dorn an der nordwestlichen Ecke der Tangendorfer Feldmark, wo der Bauer Heinrich Wille 1930 bei der Abtragung des auf seinem Feld stehenden bronzezeitlichen Grabhügels die Scheibenfibel zusammen mit einer Haarknotenfibel und einer Lanzenspitze fand. Die Haarknotenfibel und die Lanzenspitze wurden dem Helms-Museum übergeben, dagegen verblieb die Scheibenfibel bei dem Tangendorfer Lehrer Heinrich Versemann, der sie für einen modernen Gegenstand hielt.
Im Sommer 1938 wurde Museumsleiter Willi Wegewitz von Versemann gebeten, ein Steinbeil abzuholen. Bei der Übergabe des Steinbeils wurde die zwischen Turngerätschaften liegende Scheibenfibel im untersten Teil des Schulschrankes wiederentdeckt. Eigentlich wollte der Lehrer sie schon früher wegwerfen, da er sie für wertlos hielt.
Wegewitz leitete eine Nachgrabung an dem ursprünglich 16 Meter im Durchmesser messenden Grabhügel ein, dessen Standfläche auf dem gepflügten Feld noch deutlich erkennbar war. Dabei konnten weitere Reste einer Haarknotenfibel geborgen werden. Befragungen des Bauern Wille ergaben, dass er die Fibel am Rand des Grabhügels in Höhe des gewachsenen Bodens im Sand gefunden hatte, Erdverfärbungen oder Reste einer Bestattungsurne sind ihm nicht aufgefallen.

## Befunde
Die Scheibenfibel ist mehrschichtig aufgebaut. Sie besteht auf der Schauseite aus einem feuervergoldeten sehr dünnen Silberpressblech mit einem Durchmesser von 58 mm, das mit drei silbernen Nietstiften auf einer gleich  großen 3 mm starken Kupferplatte und mit dieser auf einer weiteren, stärkeren Silberplatte aufgenietet ist. An dieser hinteren Platte, die mit einem Durchmesser von 78 mm deutlich größer als die beiden Platten der Schauseite ist, war auf der Rückseite der Nadelapparat montiert. Das Pressblech der Schauseite ist mit einer jetzt weißlich grünen Füllmasse aus Zinn, Blei und Spuren von Kupfer auf der Kupferplatte unterfüttert, um die empfindliche Treibarbeit zu stabilisieren und das Eindrücken der getriebenen Verzierungen zu verhindern. Die Zinneinlage hat jedoch während der Bodenlagerung Teile der Pressblechverzierungen aufgesprengt, nachdem das Zinn allotrop auf niedrige Temperaturen im Boden reagierte (Zinnpest). Die eingepresste Verzierung besteht aus einem nach rechts gerichteten vierfüßigen Tier, das mit seinem Kopf weit nach hinten blickt. Das mit zwei Ohren dargestellte Tier streckt seine Zunge weit aus dem langen Maul. Um den Hals trägt es eine halsbandähnliche Verzierung. Die Beine sind der runden Form der Bildfläche entsprechend unter dem Körper positioniert. Der Hintergrund ist durch unregelmäßige verteilte Eindrücke verziert, die eine Granulation imitieren. Eingeschlossen wird die Szene durch zwei gerippte Bänder, die wiederum von einem Kranz rosettenförmiger Verzierungen und einem weiteren gerippten Band umschlossen sind. Um den Körper des Tieres sind die drei rosettenförmigen Köpfe der Nieten verteilt. Der Rumpf des Tieres weist einen größeren Aufbruch von der degenerierten Zinnfüllung auf. Von dem überstehenden Rand der rückseitigen Trägerplatte sind einige Stellen ausgebrochen. Unterhalb der Kupferplatte waren geringe Reste eines organischen Materials erhalten, die als Elfenbein gedeutet wurden. Die Fibel wurde aufgrund typologischer Vergleiche der Verzierungen in die Zeit um 300 n. Chr. datiert.

## Deutung

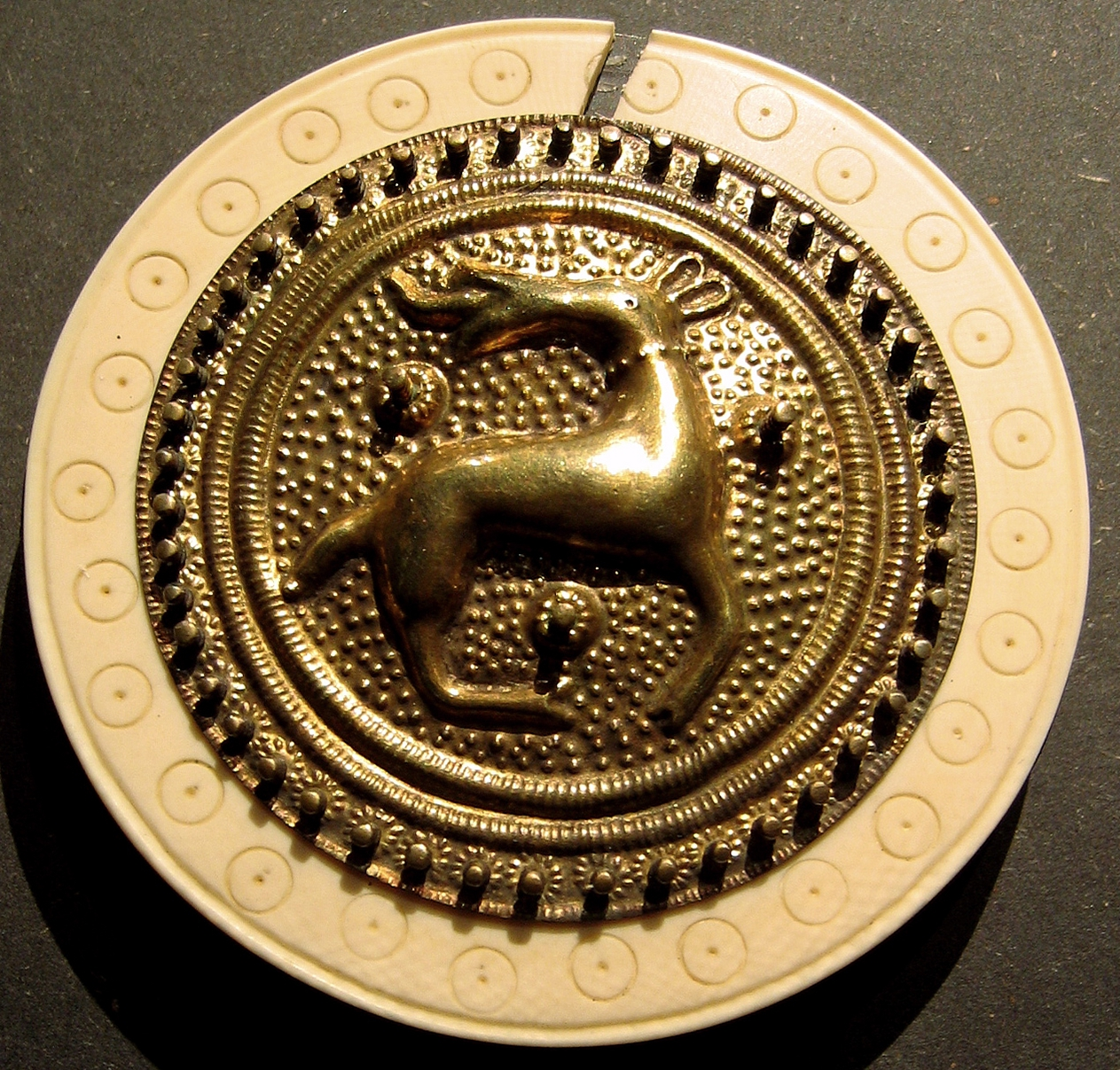
Rekonstruktionsversuch von Hans Drescher (mit gerissenem Elfenbeinring)

Die unsachgemäße Bergung ohne genaue Dokumentation der Fundzusammenhänge erschwert genauere Aussagen zu den einzelnen Fundkomplexen der bronzezeitlichen Hauptbestattung sowie der eisenzeitlichen Nachbestattung. Es ist ebenfalls nicht mehr ermittelbar, wie viele Grabbeigaben verloren gingen. Verglichen mit ähnlichen Funden hätten diese Bestattungen üblicherweise noch weiteren Schmuck und Gebrauchsgegenstände enthalten müssen. Aufgrund der Aussagen Willes wird in dem Grab mit der Scheibenfibel ein Brand- oder Körpergrab als Nachbestattung an einem älteren Grabhügel vermutet, was auch aus anderen eisenzeitlichen Grabfunden gut dokumentiert ist. Bei der Scheibenfibel von Tangendorf handelt es sich um eine hochwertige, höchstwahrscheinlich germanische Goldschmiedearbeit, die von römischen Vorbildern inspiriert war. Das abgebildete Tier wird als Hund oder ein geweihloser Hirsch gedeutet. Der Hintergrund für die Darstellung zurückblickender Tiere in der germanischen Kunst ist möglicherweise in mythologischen Vorstellungen zu suchen, kann aber auch darauf zurückzuführen sein, dass der Tierkörper in einem Kreis dadurch größer darstellbar ist. Der überstehende Rand der hinteren Silberscheibe, sowie die Reste organischen Materials unterhalb der kupfernen Scheibe lassen vermuten, dass die Schauseite der Fibel von einem ebenfalls verzierten etwa 10 mm breiten Ring aus Elfenbein umfangen war.

### Vergleichsfunde

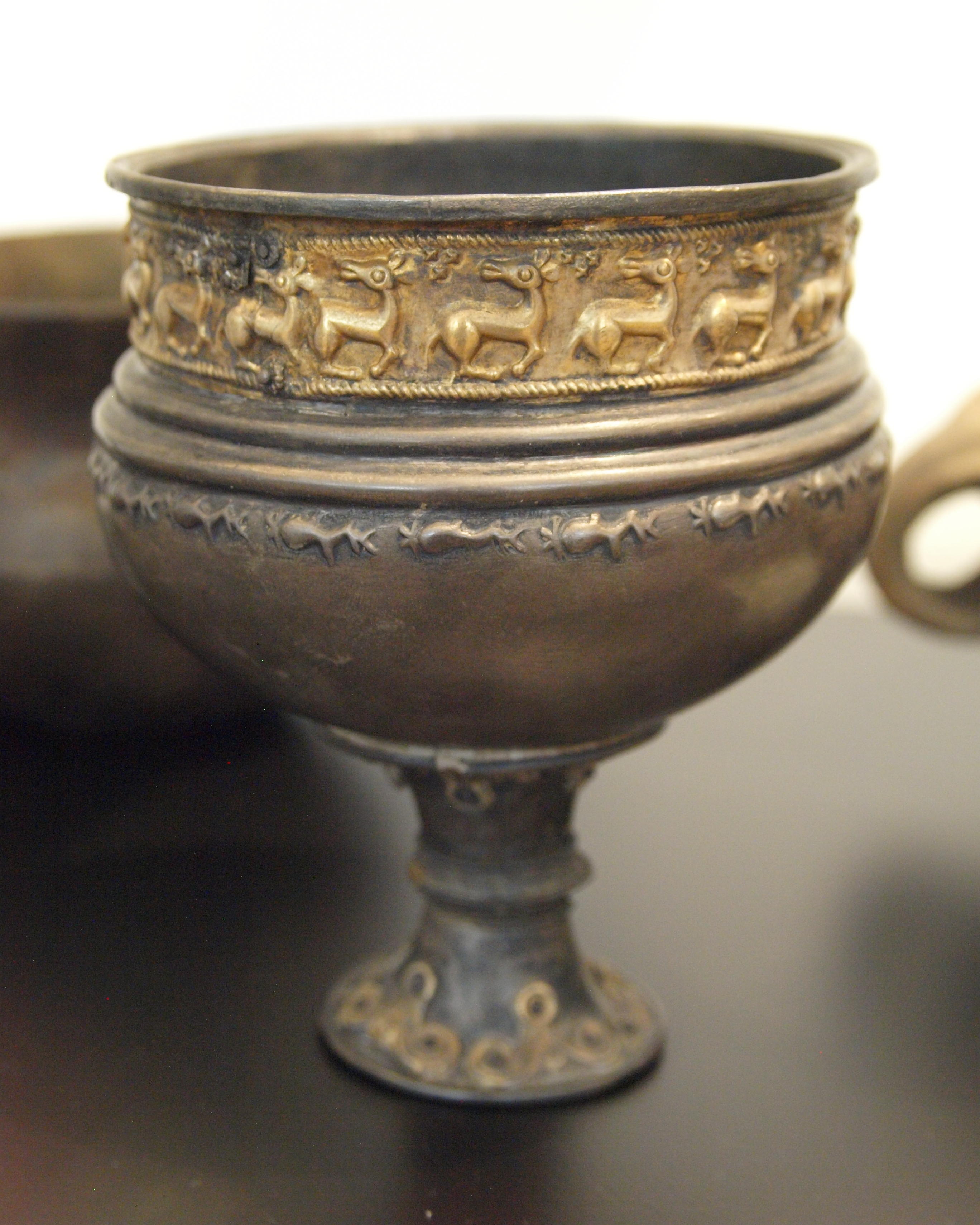
Teilrekonstruierter Silberpokal von Nordrup mit Darstellungen ähnlicher zurückblickender Tiere im Dänischen Nationalmuseum

Aus einem Körpergrab aus Häven (Mecklenburg-Vorpommern) stammt eine ähnliche Scheibenfibel mit einem Durchmesser von 55 mm, bei der das Tier allerdings nach vorne blickt. Die Ähnlichkeiten in Verarbeitung und Verzierung mit der Tangendorfer Fibel waren so auffällig, dass Wegewitz deren Herstellung in der gleichen Werkstatt vermutete. Parallelen zum dargestellten Tier aus archäologischen Funden gibt es auf zwei Silberpokalen aus dem dänischen Valløby, sowie einem weiteren aus Nordrup (Seeland (Dänemark)), einem Gürtelbeschlag aus dem schwedischen Skedemosse, einer Zeichnung auf einem quadischen Gefäßscherben des 2. Jahrhunderts aus Prikas, Olmütz, Mähren und auf dem Goldbrakteaten von Ponsdorf, Bezirk Mistelbach, Niederösterreich. Die Scheibenfibel von Tangendorf gehört zu den prächtigsten Fibeln der römischen Kaiserzeit aus Norddeutschland und Skandinavien.

### Nachbildung
Nach genauen Analysen der Konstruktion der Scheibenfibel von Tangendorf fertigte Hans Drescher 1953 zwei materialgetreue Rekonstruktionsversuche an, ein Exemplar verblieb beim Helms-Museum und das zweite ging an das Niedersächsische Landesmuseum Hannover. Entsprechend der Untersuchungsergebnisse verwandte Drescher für den organischen Ring Elfenbein, das durch seine weiße Farbe einen dekorativen Kontrast zu dem Gold der metallenen Schauseite setzt. Die Erkenntnisse aus seinen Rekonstruktionsarbeiten legte Drescher 1955 in einem Artikel vor.

## Rezeption

Die stilisierte Scheibenfibel im Gemeindewappen von Toppenstedt

Seit 2002 führt die Gemeinde Toppenstedt die stilisierte Scheibenfibel von Tangendorf in ihrem Gemeindewappen.